# Saint-Marc-sur-Seine
Saint-Marc-sur-Seine ist eine französische Gemeinde mit 111 Einwohnern (Stand: 1. Januar 2022) im Département Côte-d’Or in der Region Bourgogne-Franche-Comté (vor 2016 Bourgogne); sie gehört zum Arrondissement Montbard und zum Kanton Châtillon-sur-Seine.

## Geographie
Saint-Marc-sur-Seine liegt 22 Kilometer südlich von Châtillon-sur-Seine und etwa 53 Kilometer nordnordwestlich von Dijon an der Seine. Umgeben wird Saint-Marc-sur-Seine von den Nachbargemeinden Semond im Nordwesten und Norden, Brémur-et-Vaurois im Norden und Nordosten, Origny im Nordosten und Osten, Bellenod-sur-Seine im Osten sowie Magny-Lambert im Süden und Westen.

## Bevölkerungsentwicklung
| Jahr                       | 1962 | 1968 | 1975 | 1982 | 1990 | 1999 | 2006 | 2013 | 2019 |
| Einwohner                  | 280  | 299  | 244  | 223  | 194  | 147  | 125  | 113  | 109  |
| Quellen: Cassini und INSEE |      |      |      |      |      |      |      |      |      |

## Sehenswürdigkeiten
- Kirche Saint-Marc
- Schloss Chênecières
- Alte Hütte
- Brücke über die Seine aus dem 18. Jahrhundert

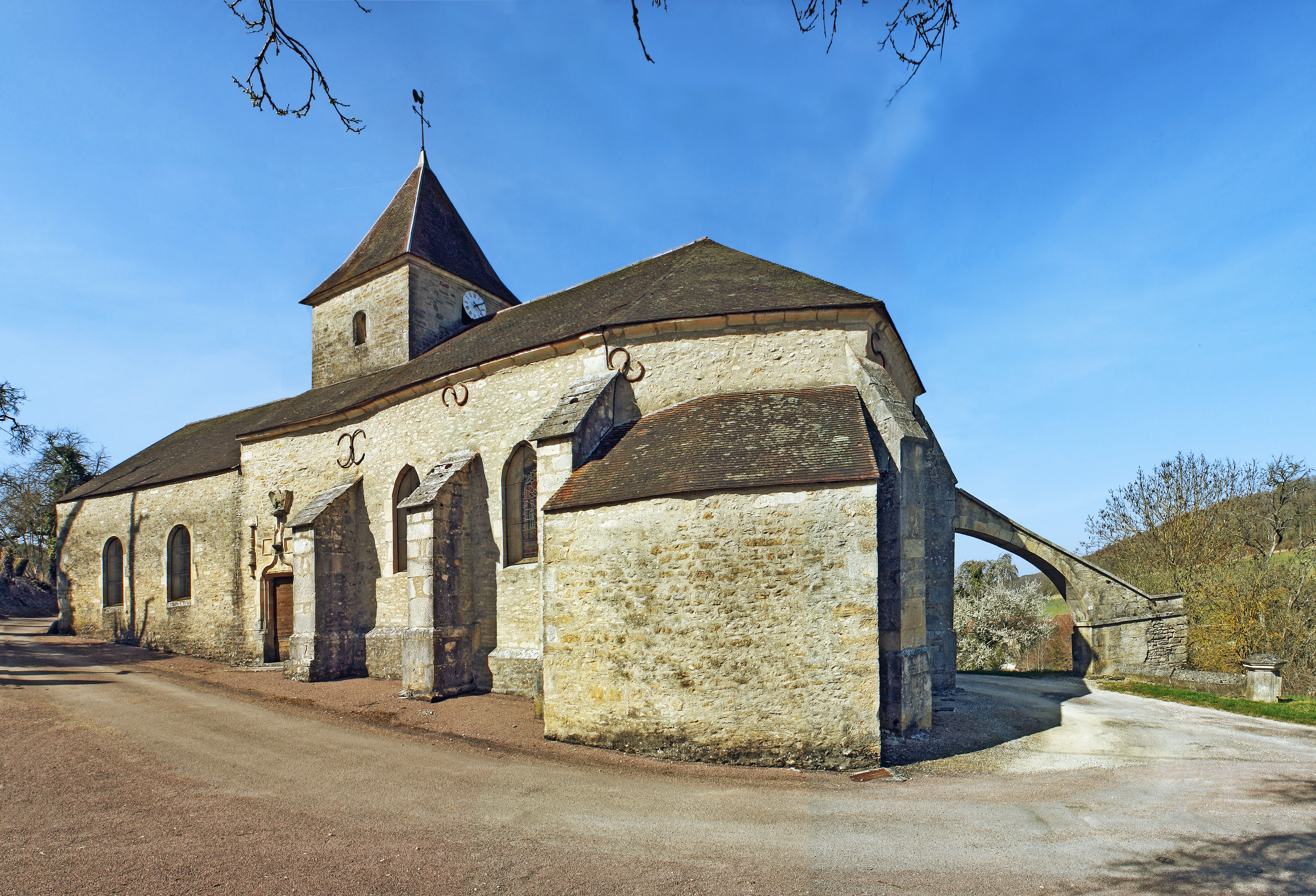
Kirche Saint-Marc
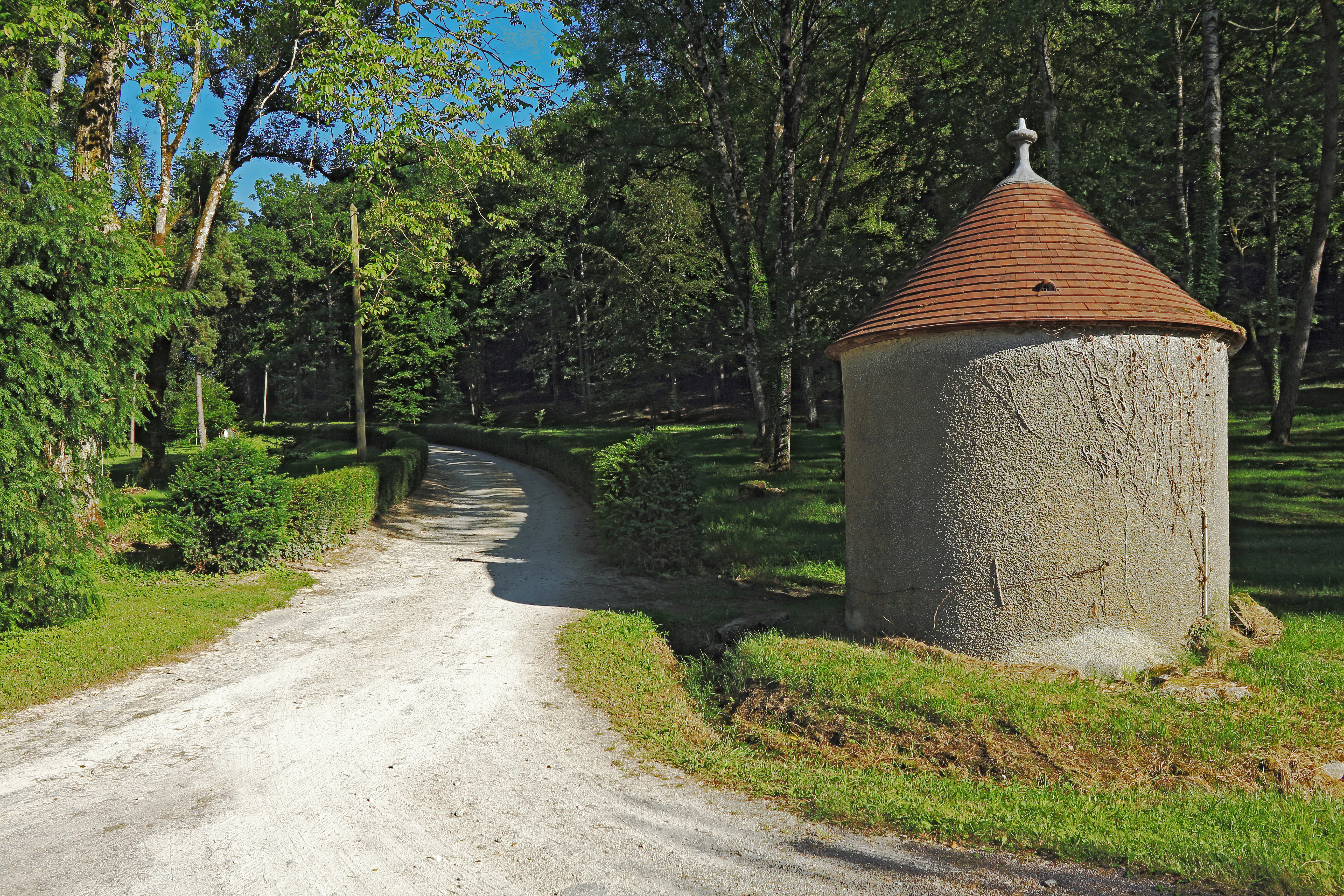
Einfahrt zum Schloss Chênecières

## Persönlichkeiten
- Louis Paul Cailletet (1832–1913), Physiker, ehemaliger Direktor der Hütte